# بسام أبو شريف
بسام توفيق أبو شريف ولد في في التاسع من آب عام 1946 في مدينة القدس عاصمة فلسطين التاريخية في حقبة الإنتداب البريطاني على فلسطين وقبل قيام دولة الاحتلال «إسرائيل» وهو أحد المستشارين السابقين للرئيس الفلسطيني الراحل ياسر عرفات. ومن مؤسسي الجبهة الشعبية لتحرير فلسطين وصاحب وثيقة أبو شريف حول السلام.

## النشأة
ينتمي بسام لأسرة أبو شريف المقدسية. ولد في القدس وغادر بعد يومين من ميلاده مع أسرته إلى إمارة شرق الأردن حيث كان يعمل والده بعد تخرجه من معهد الحقوق الفلسطيني منذ عام 1943. أكمل دراسته في العاصمة الأردنية عمان إلى أن تخرج من المرحلة الثانوية ومن ثم توجه إلى بيروت، لبنان للدراسة في الجامعة الأميركية في بيروت في سن ال17 وتخرج في عام 1967. التحق بصفوف حركة القوميين العرب خلال دراسته مع الدكتور جورج حبش في العام 1963. وبعد هزيمة حرب 1967 واحتلال الضفة الغربية والقدس وقطاع غزة، رفض عروض لإكمال رسالة الدكتورة والتعليم في كندا كذلك رفض عرض للعمل كمدير اقليمي للبنك العربي كان قد عرضه عليه مؤسسه عبد الحميد شومان.

## بداية عمله السياسي
تعرف أثناء دراسته في بيروت على جورج حبش وانتسب إلى حركة القوميين العرب وبعد هزيمة حرب 1967 واحتلال الضفة الغربية والقدس وقطاع غزة، ساهم بسام أبو شريف مع الدكتور جورج حبش والدكتور وديع حداد في تأسيس الجبهة الشعبية لتحرير فلسطين وانتخب عضواً في مكتبها السياسي. عمل في جريدة الهدف مع غسان كنفاني واصبح مساعدًا له والذي اغتالته إسرائيل عام (1972/07/08) ومن ثم ترأس تحرير مجلتها في (1972/07/25).

## محاولة اغتياله
استغل الموساد الإسرائيلي شغفه بالكتب وقام في 25 يوليو 1972 بإرسال كتاباً ملغوماً لبسام أبو شريف وصله بعد إجراء الفحص عليه عبر أجهزة وزارة الاتصالات اللبنانية ومختوم من وزير المواصلات اللبناني. انفجر الكتاب بين يدي بسام أبو شريف وهو واقفاً في مكتبه في مجلة الهدف، التي ترأس تحريرها بعد اغتيال غسان كنفاني. أصيب بجروح بالغة وخسر أربعة أصابع وفقد عينه وجزء كبير من سمعه، إضافة لجروح أخرى.

## نشاطه السياسي
تابع بعد تماثله للشفاء من جراحه عمله كرئيس تحرير مجلة الهدف، ومسؤول الإعلام في الجبهة الشعبية لتحرير فلسطين. وانتخب كمسؤول للعلاقات الخارجية لاتحاد الكتاب والصحفيين الفلسطينيين، وقلد عدة أوسمة لكتاباته حول السلام القائم على العدل. ومنها وسام فيتنام في هانوي ووسام الريشة الذهبية الألماني ووسام لينين في موسكو. شارك في كافة النضالات التي خاضها الفلسطينيون منذ 1967 وانتخب عضواً في المجلس الوطني الفلسطيني منذ عام 1973. وأثناء الغزو الإسرائيلي للبنان، عين بسام أبو شريف ناطقا باسم القوات المشتركة اللبنانية الفلسطينية، التي واجهت حصار شارون لمدينة بيروت.
خرج من بيروت مع كافة القيادات والمقاتلين الفلسطينيين وتمركز في دمشق، وبسبب خلافه السياسي مع قيادة الجبهة حول النظرة الإستراتيجية المستقبلية، قدم استقالته وتوجه للجزائر حيث استضافته الجزائر لمدة أشهر. ثم التحق بعد إصرار فلسطيني عام بالرئيس ياسر عرفات كمستشار خاص له. ولعب دوراً سياسياً هاماً وأساسياً من عام 1987 وحتى مباحثات أوسلو، التي لم يشارك بها بأي شكل من الأشكال، على الرغم من أنه كان من مهندسي مؤتمر مدريد بعد أن أطلق وثيقته الشهيرة بوثيقة أبو شريف والتي طرحت لأول مرة حل الدولتين واستند المجلس الوطني الفلسطيني لها، لتعديل برنامجه السياسي وتمكين ياسر عرفات من إطلاق مبادرته للسلام أمام الجمعية العامة للأمم المتحدة في 18 ديسمبر من العام 1988.
استمر بسام أبو شريف في عمله كمستشار للرئيس ياسر عرفات، رغم عدم رضاه عن مباحثات واتفاق أوسلو. وحذر ياسر عرفات خطياً من مخطط لاغتياله بالسم قبل حدوثه (نشر صورة للرسالة في كتابه ياسر عرفات). وبعد اغتيال ياسر عرفات نُحي بسام أبو شريف عن موقعه بقرار من محمود عباس، وذلك ضمن موجة عامة لإبعاد كل من كان يؤيد الزعيم الراحل ياسر عرفات الذي اعتبرته إسرائيل إرهابياً.

## مؤلفاته
- أوراق أيلول (عربي ـ إنجليزي).
- ياسر عرفات (عربي).
- بنيامين نتنياهو الصعود والهبوط (عربي).
- بيروت مدينتي (عربي وإنكليزي).
- أفضل الأعداء (عربي وإنكليزي).
- حصار بيروت.
- عرفات وحلم فلسطين (إنجليزي) «نشر دار بلغريف وماكميلان ـ نيويورك».
- أفضل الأعداء (إنجليزي)«نشر دار ليتل آند براون ـ نيويورك».
- المعلم وديع حداد (إنجليزي).
- وديع حداد (عربي).
- الموهوب غسان كنفاني (إنجليزي).
- حصار بيروت (إنجليزي).